# Francisco Blesa Comín
Francisco Blesa Comín (Ariño, Teruel, 1873 - Zaragoza, 1955 ) fue un comerciante y político español.

## Reseña biográfica
Fue comerciante.
Políticamente fue monárquico.
Concejal, Teniente de Alcalde y alcalde accidental del Ayuntamiento de Zaragoza.
Director del Centro Mercantil, Industrial y Agrícola de Zaragoza.
Presidente del Sindicato de Comerciantes e Industriales de Zaragoza.
Presidente de la Cámara de Comercio de Zaragoza desde 1924, por lo que fue Diputado Provincial y Presidente de la Diputación Provincial de Zaragoza.
Tesorero de La Caridad.
Vicerrector de la Sociedad Aragonesa de Amigos del País.
Presidente del Museo Comercial de Aragón.
Diputado Provincial de Zaragoza en representación de la Cámara de Comercio.
Del 31 de marzo de 1930 al 25 de abril de 1931 fue Presidente de la Diputación Provincial de Zaragoza.
| Predecesor: Román Cisneros Serrano | Presidente de la Diputación Provincial de Zaragoza 31 de marzo de 1930-25 de abril de 1931 | Sucesor: Mariano Gaspar Lausín |